# Maison forte de Vourles
La maison forte de Vourles est située sur la commune de Vourles, dans le département du Rhône.

## Histoire
Le site est occupé dès l'époque romaine et la première mention du lieu date de 1224, les Parent portent alors le titre de seigneur de la maison forte. Ils vendent en 1539 le domaine à Luxembourg de Gabiano, échevin de Lyon qui en fait sa « maison des champs ».
Au XVIIe siècle, Hugues Blauf, puis Antoine Blauf, conseillers en la sénéchaussée de Lyon, sont seigneurs de la maison Forte de Vourles. En 1793, la maison est confisquée au profit de la Nation ; le propriétaire, monsieur Fourgon, est fusillé mais en 1798 sa fille, Benoîte Catherine Fourgon, qui a épousé Jérôme de Valous, chevalier, avocat au Parlement, député à l'assemblée provinciale du Lyonnais, récupère le bien.
Vers 1830, la famille Valous vend le domaine à Paul Jaricot marchand de soie. Ses descendants directs conservent la maison forte jusqu'en 1956. À cette date, la famille Richard, qui est alliée à la précédente, crée une société civile immobilière qui gère l'ensemble de la propriété. Puis en 1996 la commune de Vourles acquiert le bien.
Le syndicat d'initiative de Vourles s'installe dans la cour intérieure ; la bâtisse est restaurée et devient le siège de manifestations culturelles, dans le théâtre ou dans la cour pavée.

## Description
Les principales étapes de la construction sont le XIIIe siècle, le quatrième quart du XVIe siècle, et le premier quart du XVIIe siècle. D'importantes restaurations ont été effectuées au XIXe siècle.
L'édifice se compose d'un logis flanqué d'une tour ronde décorée de peintures murales et d'une tour d'escalier hexagonale et d'une chapelle. Les anciens communs sont en contrebas.
Dans la seconde moitié du XVIe siècle, le propriétaire, Luxembourg de Gabiano, fait réaliser les fresques qui ornent les murs et la voûte de l'ancienne salle de justice située à l'étage de la tour ronde, décor qui comprend quatre registres représentant les sept planètes, les douze signes du zodiaque, les vents souffleurs et des allégories. Le plafond de la tour devient une voûte céleste. Au centre, un « soleil de justice », emblème protestant, est entouré des planètes dans une représentation mythologique, puis des signes du zodiaque. Dans les nuées, des visages enfantins soufflent le vent ou la sagesse. La justice et la prudence encadrent une fenêtre.
La pièce ornée de peintures murales a été classée monument historique le 5 mai 2004, le reste de la tour nord a été inscrit à l'inventaire des monuments historiques à la même date.

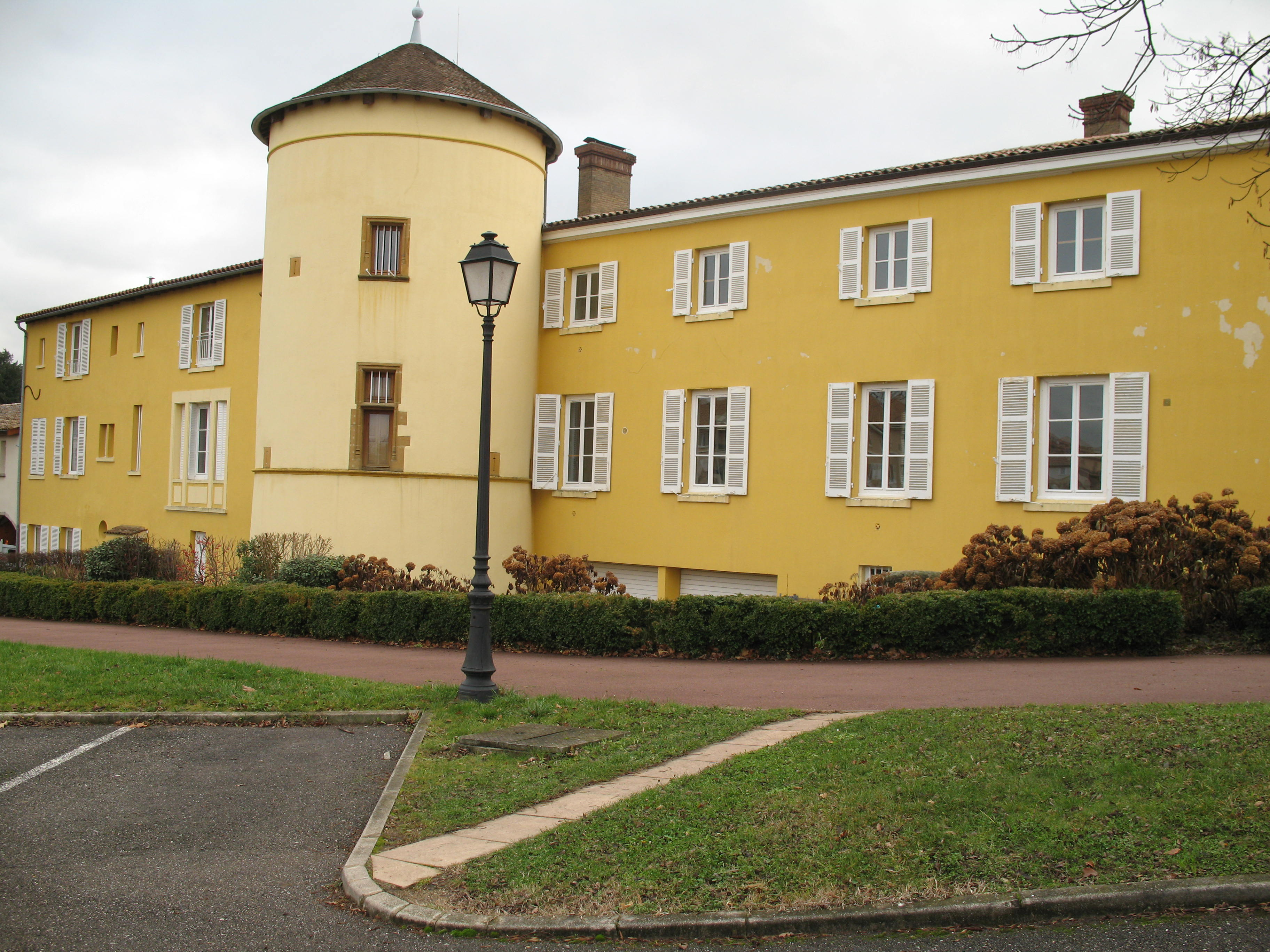
Tour nord
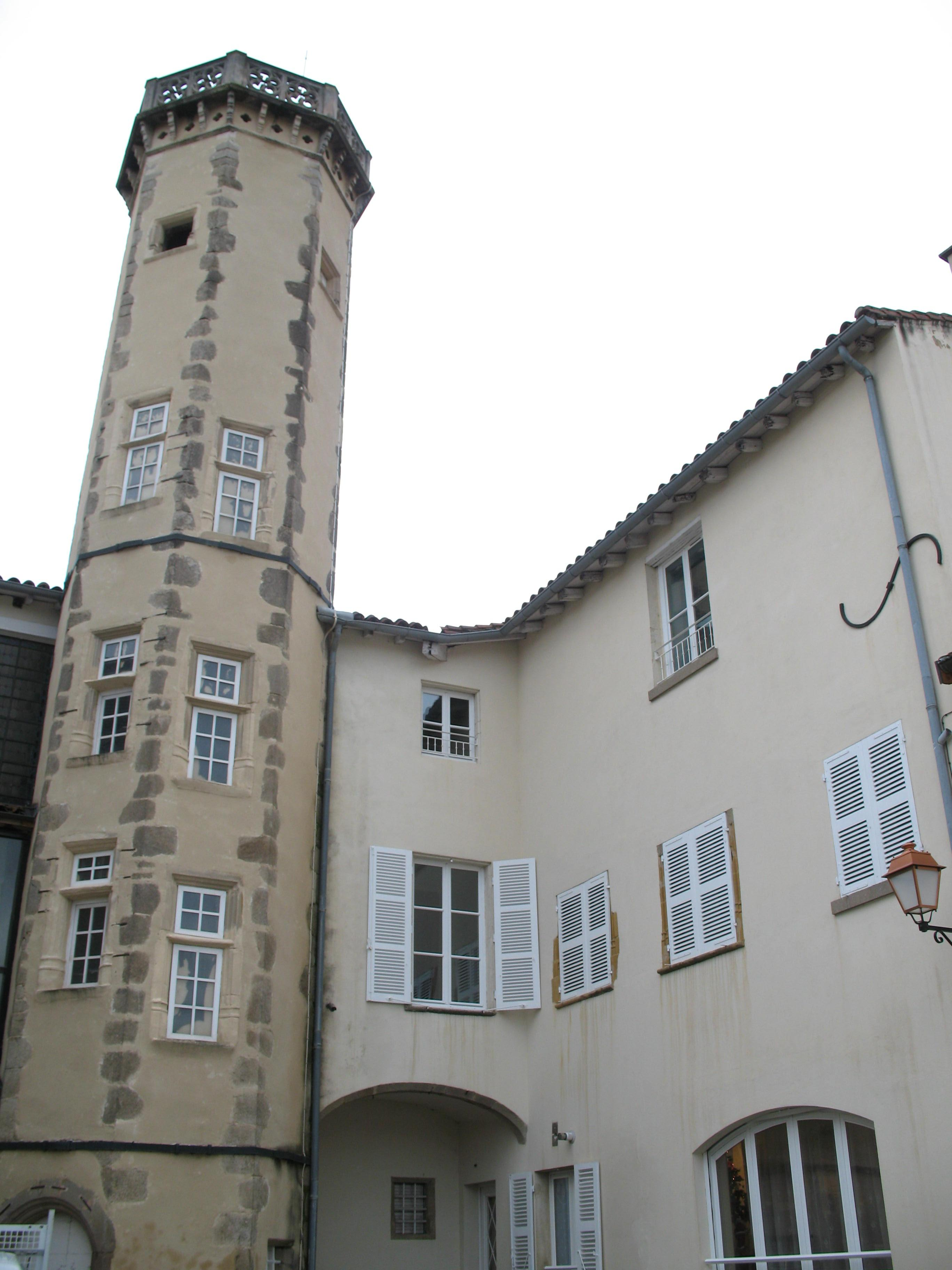
Tour hexagonale, vue depuis la cour intérieure
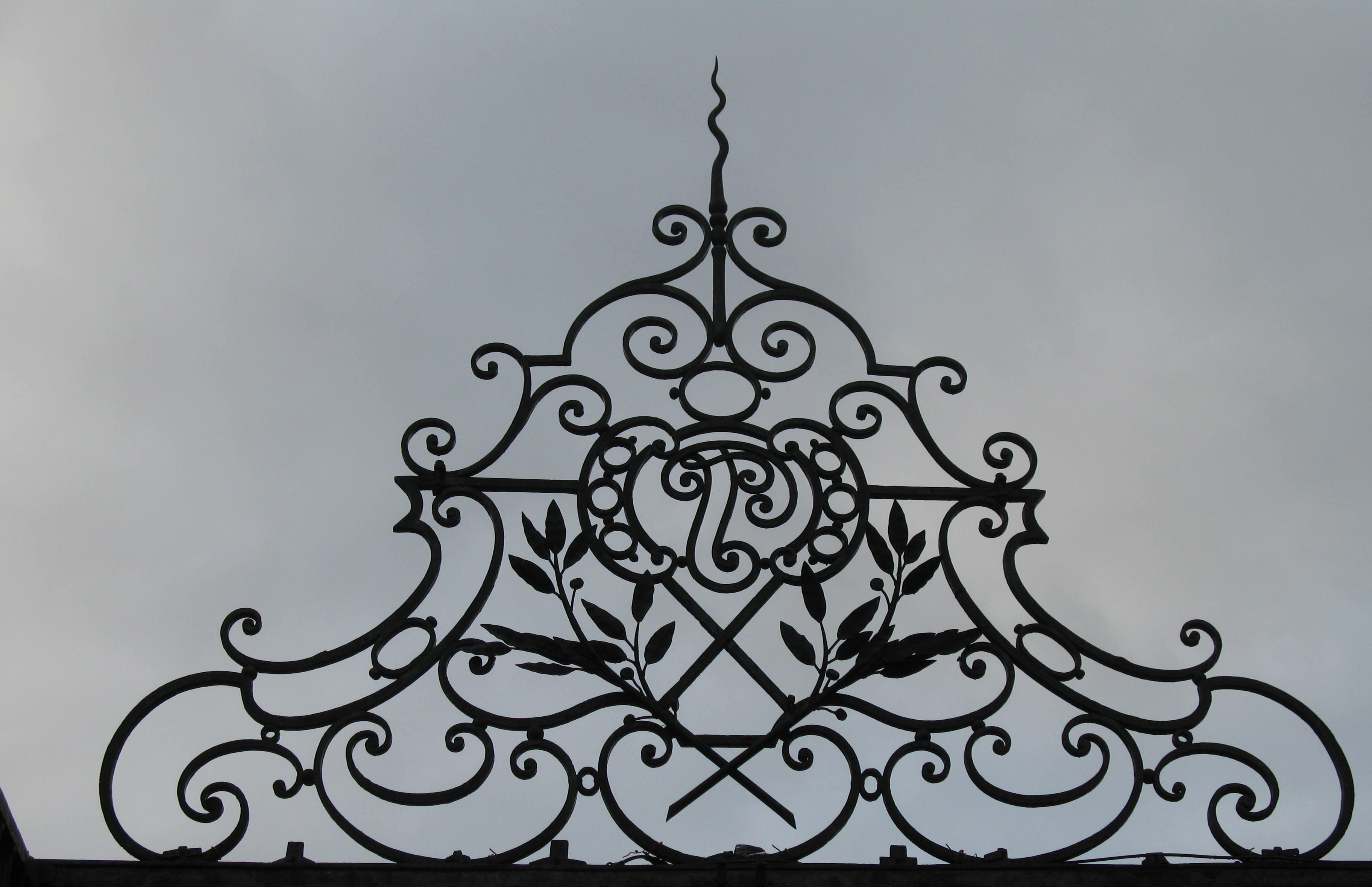
ferronnerie au-dessus du portail
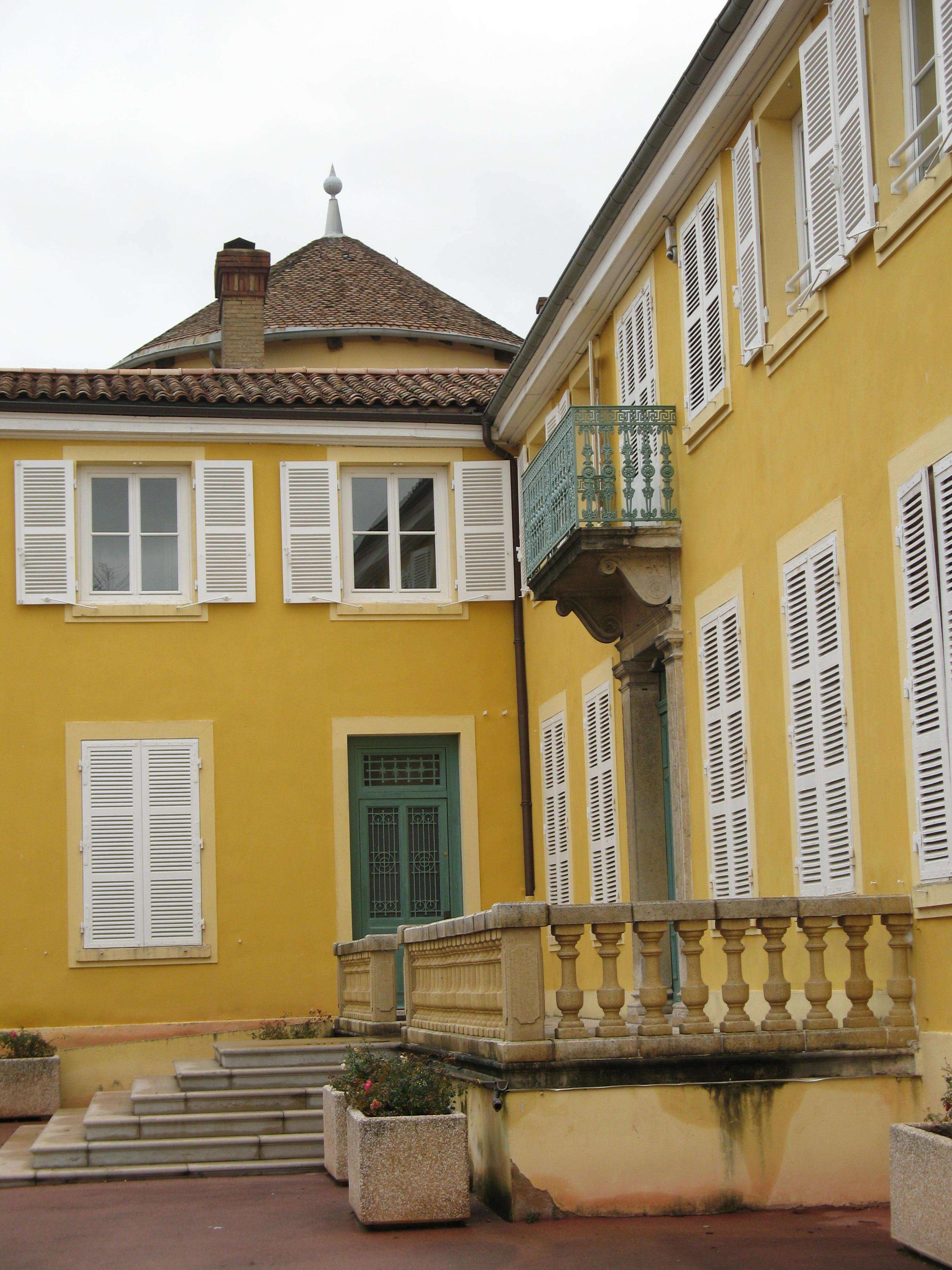
Escalier et terrasse